# Staten van Brabant

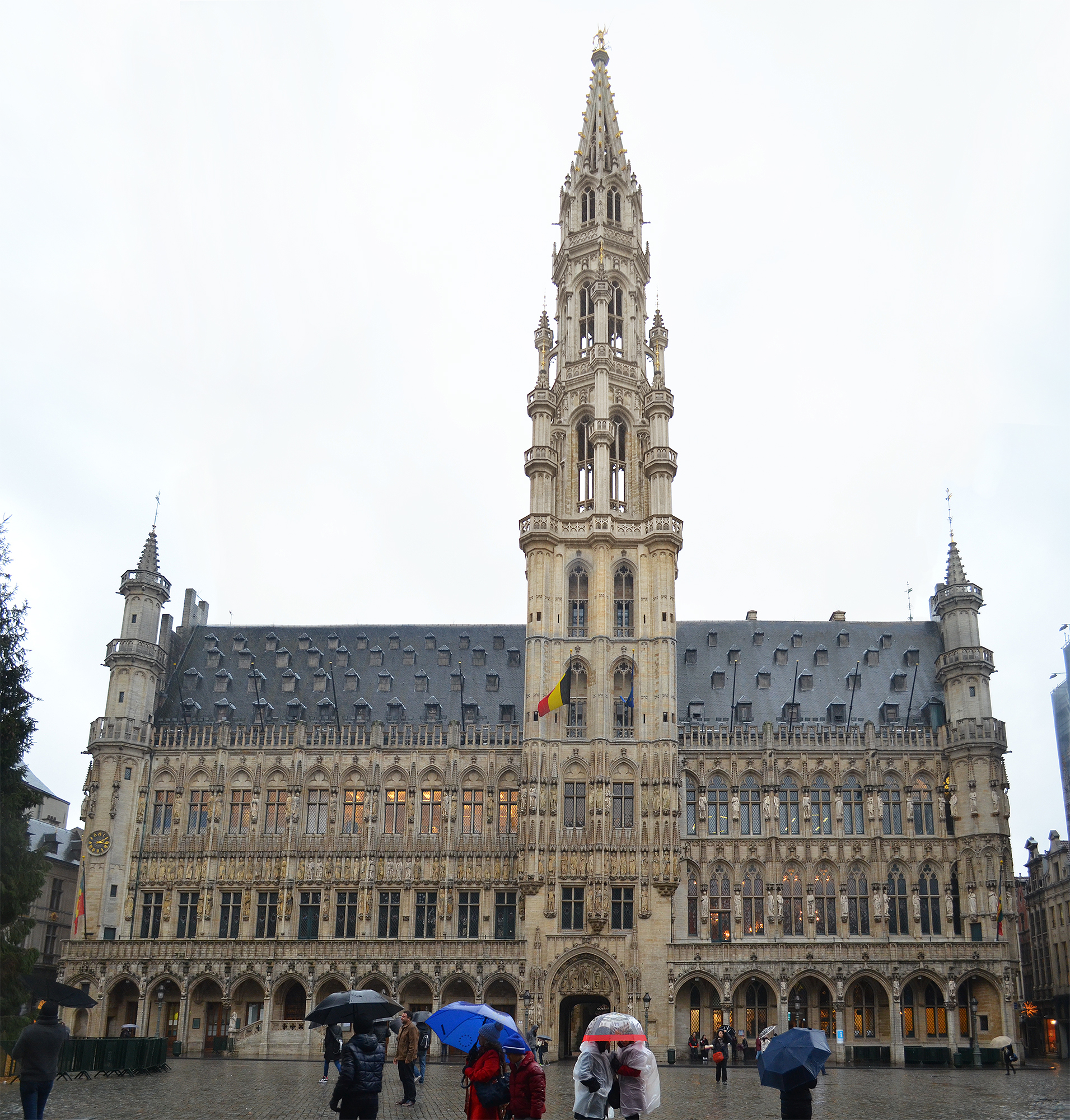
Het stadhuis van Brussel, zetel van de Staten van Brabant

De Staten van Brabant was de vertegenwoordiging van de drie standen van het hertogdom Brabant bij de hertogen.

## Organisatie en werking
In de Brabantse constituties, die veel meer dan elders waren verschriftelijkt, werd het klassieke laatmiddeleeuwse principe van dominium politicum et regale weerspiegeld, dat de soevereiniteit verdeelde over de vorst en het volk. De hertog oefende de macht uit maar had voor belangrijke maatregelen, in het bijzonder belastingheffing, de goedkeuring van zijn onderdanen nodig. Het verlenen van deze goedkeuring of dit consent gebeurde door de Staten van Brabant, een representatief orgaan dat, niettegenstaande zijn elitaire karakter, gestalte gaf aan het volk. Binnen de Staten vergaderden de drie traditionele standen apart. Ze hadden ze elk één stem, die binnen de stand werd bepaald op grond van de unanimiteitsregel.
De eerste stand was vertegenwoordigd door de abten van de grote Brabantse abdijen. Deze prelaten, wier monopolie de seculiere clerus vruchteloos probeerde te doorbreken, waren steevast afkomstig uit de hoge adel, hoewel de monniken lange tijd vrij waren hun abt te verkiezen. De tweede stand bestond uit een meerdere tientallen tot honderden edellieden, zijnde de baanrotsen, ridders en knapen. Ze gingen lang niet allemaal in op de convocaties. Vanaf 1430 werd onder Bourgondisch-Franse invloed de riddertitel doorslaggevend. In de derde stand zaten afgevaardigden van de steden, wat vanaf de 15e eeuw neerkwam op de kwartierhoofdsteden Leuven, Brussel, Antwerpen en 's-Hertogenbosch. Deze afgevaardigden waren afkomstig uit het stadsbestuur, het patriciaat en de ambachten.
Het bijeenroepen van de Staten van Brabant gebeurde door de hertog, wat dus in principe zittingen op eigen initiatief uitsloot. Daar stond tegenover dat de hertog verplicht was de Staten bijeen te roepen wanneer er beslissingen werden genomen over bepaalde aangelegenheden, zoals oorlog, muntslag of beden.

## Geschiedenis
De Brabantse standenvertegenwoordiging was reeds na te speuren in de 13e eeuw. In 1312 stelde de Keure van Kortenberg een ander inspraakorgaan in, maar deze Raad kwam onregelmatig bijeen, onder meer vanwege de intensieve activiteit die de Staten, en met name de steden, ontplooiden. Steeds verder raakte de instelling geformaliseerd. Ze onderhandelde de Blijde Inkomst met Johanna en Wenceslas, wat een constitutionele traditie van genegotieerde inhuldigingscharters op gang bracht. In briefwisseling aan Filips de Stoute is in 1398 voor het eerst expliciet sprake van de Trois Estas du pays de Brabant. Antoon van Bourgondië was in 1406 de eerste hertog die het had over de staten ons lants van Brabant.
In de 16e eeuw kwamen de Staten van Brabant in botsing met het Habsburgse gezag. De prelaten weigerden in juli 1528 meer dan 4% bij te dragen aan een bede om de Gelderse strooptochten van Maarten van Rossum een halt toe te roepen. Omdat de goedkeuring hierop blokkeerde, stelde landvoogdes Margaretha de bijdrage van de eerste stand vast op de traditionele 12%. Toen de kanselier van Brabant daarop weigerde het statenzegel aan de oorkonde te hechten, omdat ze niet door de drie standen was goedgekeurd, nam Margaretha in volle vergadering het zegel over en volbracht zelf de formaliteit. Hoewel iedereen was doordrongen van de betekenis van deze daad, werd het geen precedent.
Meer verstrekkend was het verzet van de Staten tegen Antoine Perrenot de Granvelle, de rechterhand van koning Filips II van Spanje in de Nederlanden. Op de petitie die de Staten in 1562 aan hem richtten, antwoordde de koning met twee maximes op grond waarvan hij zich de ultieme interpretatie van de privileges voorbehield en dus feitelijk zijn almacht probeerde te vestigen. Deze machtsstrijd mondde uit in de Tachtigjarige Oorlog. Brabant sloot zich door toedoen van de Staten in 1579 aan bij de Unie van Utrecht en onderschreef twee jaar later het Plakkaat van Verlatinghe, waarmee de Staten-Generaal van de Nederlanden Filips II vervallen verklaarden van de troon.
Nadat het noorden van het hertogdom Brabant in handen was gekomen van de Zeventien Provinciën, werd Staats-Brabant, het huidige Noord-Brabant, vanuit Den Haag bestuurd als een generaliteitsland. In het zuiden functioneerden de Staten verder.

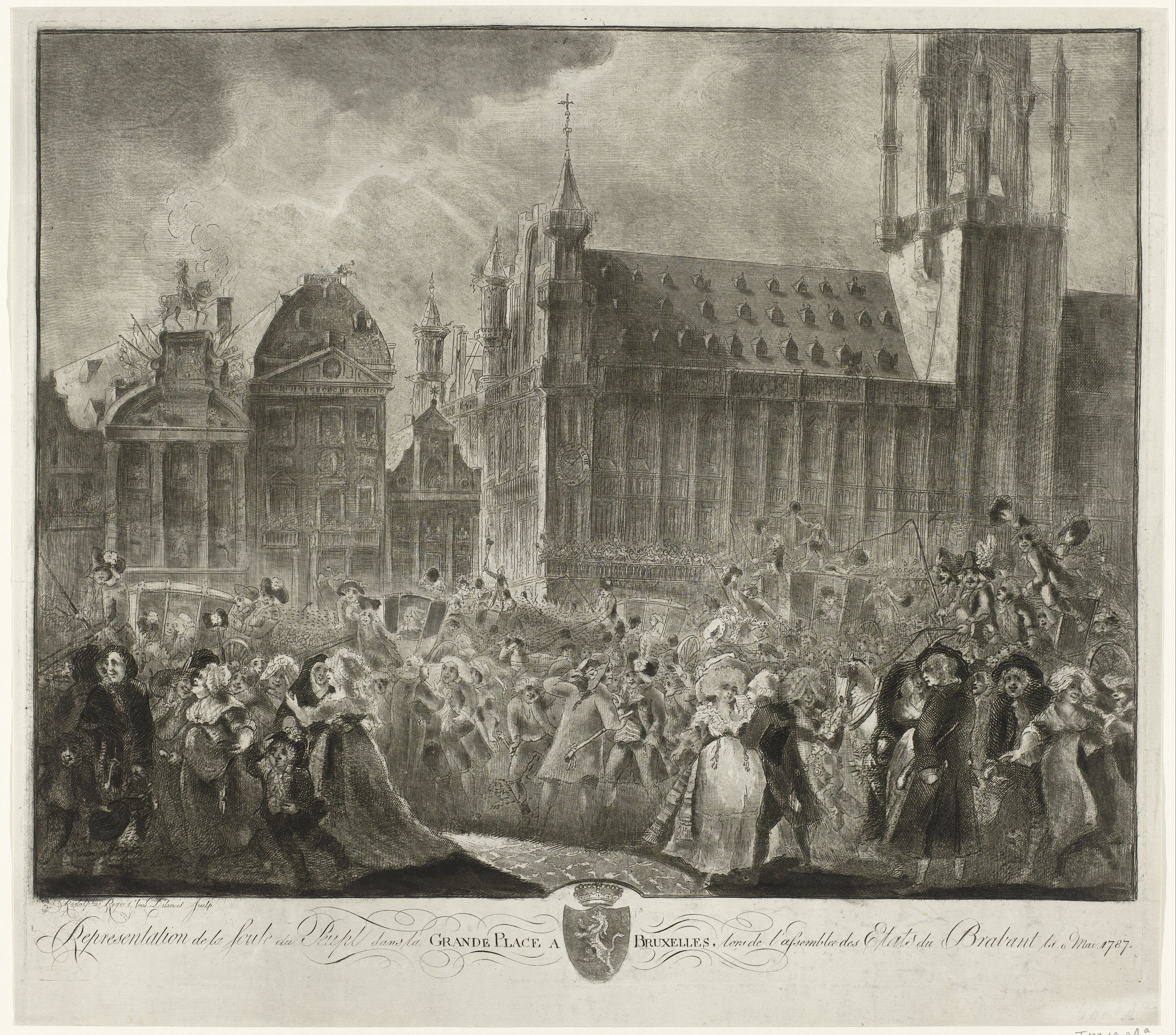
Menigte op de Grote Markt van Brussel tijdens de statenvergadering van 9 mei 1787

De Staten verzetten zich tegen de hervormingen van keizer Jozef II en bewerkstelligden in 1787 mee de Kleine Brabantse Revolutie. Op 29 november 1788 verwierpen de Staten een bede van Jozef II. Met een dépêche van 7 januari 1789 liet deze weten zich niet meer gebonden te achten door de Blijde Inkomst en verbood hij verdere statenvergaderingen. Op 15 februari 1789 kondigde hij een opschorting van deze maatregel aan, in de verwachting dat zou worden toegegeven, maar dat gebeurde niet. Daarop vernietigde de keizer bij ordonnantie van 18 juni 1789 de Blijde Inkomst en hief hij de Staten en de Raad van Brabant op. Henegouwen onderging hetzelfde lot. 
De reactie was de Brabantse Revolutie. Eind 1789 verklaarden de Staten van Brabant keizer Jozef II vervallen van zijn Brabantse hertogambt. Deze vorm van constitutioneel verzet had een lange voorgeschiedenis. Ook de andere Zuid-Nederlandse staten zetten hem af als hun staatshoofd en op 11 januari 1790 vormden zij samen de republiek van de Verenigde Nederlandse Staten. Deze confederatie was maar een kort leven beschoren. Na twee Oostenrijkse restauraties werd Brabant uiteindelijk in 1795 afgeschaft door de Fransen, die daarmee ook een einde maakten aan de Staten.

## Locatie
Zeker in de beginfase hadden de Staten geen vaste vergaderlocatie. De hertog riep de Staten bijeen waar het hem beliefde, zoals op de Leuvense burcht. Gaandeweg werd de gebruikelijke zetel van de Staten het stadhuis van Brussel. Toen het bombardement van 1695 dit gebouw op de muren na vernielde, inclusief de archieven van de Staten, werd beslist om de lakenhal aan de achterzijde helemaal te slopen. In de plaats kwamen nieuwe vleugels voorbehouden aan de Staten. De werkzaamheden, naar plannen van Cornelis van Nerven, duurden van 1706 tot 1717. De grote vergaderzaal op de eerste verdieping werd gedecoreerd met wandtapijten en verguldsel. Na de afschaffing van het hertogdom werd de ruimte gebruikt als gemeenteraadszaal.

## Voetnoten
1. ↑   Deze maximes waren cum summa sit ratio quae pro religione facit (de hoogste reden is deze gedicteerd door godsdienst) en salus populi suprema lex sit (het heil van het volk is de hoogste wet). Zie H.G. Koenigsberger, Monarchies, States Generals and Parliaments. The Netherlands in the Fifteenth and Sixteenth Centuries, 2001, p. 202-205